# Mas Vila (Cervelló)
El Mas Vila, abans Mas Rabassa, és una obra de Cervelló (Baix Llobregat) protegida com a bé cultural d'interès local.

## Descripció
És una masia propera a l'ermita del Remei, a la urbanització Ciutat del Remei. Està formada per diferents cossos que aprofiten el desnivell del turó en què està emplaçada. El volum central és de planta rectangular i té una coberta de dos aiguavessos, amb forjats modificats en restauracions contemporànies. Té un portal que dona accés a una petita era mig coberta. Completen el conjunt un safareig, grans cisternes i una horta.